# SAGEM my700X
Sagem my700X – telefon komórkowy marki SAGEM obsługujący sieci GSM (850/900/1800/1900) oraz EDGE. Do jego podstawowych funkcji i wyposażenia zaliczamy:
- Wbudowany aparat o rozdzielczości 1,3 megapiksela
- Odtwarzacz MP3/AAC
- Radio FM
- Slot na karty pamięci miniSD
- Bezprzewodowe łącze Bluetooth